# Karl Bindewald (Richter)
Karl Bindewald (* 8. Juni 1816 in Lauterbach; † 21. Dezember 1872 in Gießen) war ein hessischer Jurist und Politiker und ehemaliger Abgeordneter der Zweiten Kammer der Landstände des Großherzogtums Hessen.

## Familie
Karl Bindewald war der Sohn des Stadtsyndikus und Hofgerichtsadvokaten Karl Gottlieb Bindewald (1785–1828) und dessen Frau Caroline geborene Dieffenbach (* 1784; † auf der Bindewald-Farm Michigan (USA)). Karl Bindewald, der evangelischen Glaubens war, heiratete 1848 Karoline geborene Fink, die Tochter des Bauinspektors Georg Caspar Fink und dessen Frau Jeanette Friederike geborene Bindewald. Die Onkel Christian Dieffenbach (1791–1853) und Friedrich Ellenberger (1797–1871) wurden ebenfalls Abgeordnete.

## Ausbildung und Beruf
Karl Bindewald studierte ab 1834 Rechtswissenschaften an der Universität Gießen. 1847 wurde er Landgerichtsassessor in Lauterbach und 1853 in Büdingen. 1860 wurde er Assessor am Hofgericht Gießen und 1861 Hofgerichtsrat. 1863 wurde er zum Dr. jur. h. c. ernannt.

## Politik
In der 19. und 20. Wahlperiode (1866–1872) war Karl Bindewald Abgeordneter der zweiten Kammer der Landstände des Großherzogtums Hessen. In den Landständen vertrat er den Wahlbezirk Oberhessen 9 / Büdingen.